# Apostolos Tzitzikōstas
Apostolos Tzitzikōstas (in greco Απόστολος Τζιτζικώστας?; Salonicco, 2 settembre 1978) è un politico greco, Commissario europeo per i trasporti e il turismo sostenibile nella Commissione von der Leyen II dal 1° dicembre 2024 ed in precedenza Governatore Regionale della Macedonia Centrale dal 2013 al 2024. Tzitzikostas ha inoltre servito come Presidente del Comitato Europeo delle Regioni dal 2020 al 2022.

## Carriera e biografia
Di origine aromaniana, Tzitzikōstas è nato nel 1978 a Nymfaio nella Florina.
Ha studiato politica internazionale e diplomazia alla Università di Georgetown e ha lavorato presso l'ufficio del Presidente della commissione per gli affari esteri della Camera dei Rappresentanti degli Stati Uniti d'America. Dopo la laurea in politica pubblica ed economia presso l'University College di Londra, è tornato in Grecia e nel 2001 ha creato la propria azienda nel campo della produzione, lavorazione e standardizzazione di prodotti lattiero-caseari, basata su standard biologici, con il nome MACEDONIAN FARM SA.

### Carriera politica
Nelle elezioni del 2007, Tzitzikōstas si è candidato nella lista di Nuova Democrazia nella circoscrizione α di Salonicco ed è stato eletto membro del Parlamento ellenico. Nelle elezioni di inizio 2009, ha perso il suo seggio ma è stato nominato vice capo del suo partito per i greci all'estero.
Alle elezioni locali del 2010  è stato eletto Vicegovernatore Regionale della Macedonia Centrale. Dopo la condanna penale di Psomiadis, Tzitzikōstas gli è succeduto tramite elezioni  il 5 gennaio 2013.
Alle elezioni locali del 2014 perse il sostegno di Nuova Democrazia a causa del suo rifiuto ad essere nominato candidato sindaco di Salonicco e per la sua decisione di candidarsi per la carica di Governatore Regionale. Fu sfidato dal candidato ND Yannis Ioannidis. Con il sostegno dei partiti di destra ANEL , EPAL e LAOS , lo sconfisse al secondo turno, con una percentuale del 71,03%, e fu eletto popolarmente Governatore Regionale per altri cinque anni. Dal 26 gennaio 2015 è membro del Comitato delle Regioni dell'UE.
È stato uno dei quattro candidati alle elezioni per la leadership di Nuova Democrazia del 2015. Ha raggiunto il terzo posto dietro Evangelos Meimarakis (primo posto) e Kyriakos Mītsotakīs (secondo posto).
Nell'agosto 2024 il governo greco ha nominato Tzitzikōstas Commissario europeo nella Commissione von der Leyen II. Il 17 settembre 2024, Ursula von der Leyen, nell'ambito della presentazione dei portafogli e dei Commissari Europei, ha affidato a Tzitzikōstas il ruolo di Commissario europeo per i trasporti e il turismo sostenibile.